# Président du gouvernement de Macédoine du Nord
Pour les autres articles nationaux ou selon les autres juridictions, voir Président du gouvernement.
Le président du gouvernement de la république de Macédoine du Nord (en macédonien : Претседател на владата на Република Северна Македонија) — aussi appelé simplement Premier ministre — est le chef du gouvernement de la Macédoine du Nord. Dans le cadre du régime parlementaire, il dirige le gouvernement et détient la majorité du pouvoir exécutif.
L'actuel titulaire de la fonction est Hristijan Mickoski depuis le 23 juin 2024.

## Statut

### Nomination
La nomination du président du gouvernement relève du seul président de la République, la procédure étant réglée par l'article 90 de la Constitution de 1991. Dans les dix jours qui suivent la réunion constitutive de l'Assemblée, le chef de l'État charge le candidat du parti politique ou de la coalition politique détenant la majorité des députés de former un nouveau gouvernement. Il n'entrera réellement en fonction qu'après la validation du gouvernement et de son programme par l'Assemblée.

### Serment
Après son investiture, il prête le serment suivant : « Je déclare que j'exercerai la fonction de président du gouvernement avec responsabilité et conscience, en respectant la Constitution et les lois de la république de Macédoine du Nord. ». Il signe ensuite son serment, qu'il soumet au président de l'Assemblée.

### Cessation de fonction
Ses fonctions prennent fin par démission, décès, empêchement définitif, vote de défiance, rejet d'une question de confiance ou dissolution de l'Assemblée.

### Titre officiel
Le chef du gouvernement de la Macédoine du Nord porte le titre constitutionnel de président du gouvernement (претседател на владата), et se traduit généralement en français par celui de Premier ministre. Le terme Premier (Премиер) est également employé.

### Rang protocolaire
Bien qu'il soit la première personnalité politique du pays, il n'occupe que le troisième rang dans l'ordre protocolaire, derrière le président de la République et le président de l'Assemblée.

### Incompatibilités
L'article 89 de la Constitution pose plusieurs cas d'incompatibilités de la fonction de président du gouvernement. Le titulaire de la charge ne peut ainsi être député, ni exercer aucune autre fonction publique ou profession. Disposant d'une immunité, il est exempté de service militaire.

## Rapports avec le gouvernement
C'est à lui qu'il revient de proposer le nom des ministres, qui formeront son gouvernement. Ce dernier doit être présenté et approuvé, ainsi que son programme, par l'Assemblée, dans les vingt jours qui suivent la date où il a été chargé de constituer le cabinet. Il a en outre la capacité de soumettre aux députés une demande de révocation de n'importe quel ministre. Cependant, s'il propose un nombre de révocations équivalent au moins au tiers du nombre de ministres, il doit de nouveau présenter un programme et obtenir la confiance de l'Assemblée.
Sa démission, son décès ou son empêchement définitif conduisent automatiquement à la démission de l'ensemble du gouvernement.

## Liste des titulaires depuis 1991
Le premier titulaire de ce poste fut l'indépendant Nikola Kljusev, le record de longévité étant actuellement détenu par Nikola Gruevski, qui l'a occupé pendant près de dix ans consécutivement. Branko Crvenkovski, âgé de 29 ans lors du début de son premier mandat, est lui le plus jeune titulaire de ce poste au moment de son investiture.